# Comedy Club Production
Comedy Club Production (інша назва — Комеді клаб продакшн) — російська московська телекомпанія, яка виробляє свої програми, фільми і серіали. Заснована 26 грудня 2006 року в Москві.

## Історія
Телекомпанія заснована 26 грудня 2006 року на вулиці Мещанської в Москві, де працює в своєї штаб-квартирі.
23 квітня 2005 року на ТНТ вийшло шоу «Comedy Club» під її виробництвом, але тоді її ще не було.
9 вересня 2006 року на каналі Інтер також вийшов український аналог «Comedy Club Ukraine», який потім був на 1+1 і Новому каналі і був закритий по рекомендації Нацради України.
4 листопада 2006 року на ТНТ вийшло скетч-шоу «Наша Russia» за місяць до офіційного заснування компанії, серіал був під її виробництвом вже з 2008 року під час свого 4 сезону того же року і 2009.
21 вересня 2008 року на Новому каналі вийшло українське скетч-шоу «Файна Юкрайна» з участю резидентів Comedy Club Ukraine Андрія Молочного і Сергія Притули, генеральний продюсер — Дмитро Царенко, який потім під час закриття серіалу припинив свою роботу в якості продюсера в компанії 2010 року, в кінці грудня.
В 2010 році на ICTV вийшло шоу «Real Comedy», ведучим якого був Андрій Молочний, також він був на 2+2.
З 2010 по 2015 роки компанія спільно з ТНТ займалось реаліті-шоу «Дом-2».
31 березня 2010 року на ТНТ вийшов комедійний телесеріал жанру «медичний гумор» «Інтерни», серіал під її виробництвом був вже з 2012 року за кілька років до закриття 2016 року, а спочатку він був під виробництвом «7Арт».
В 2014 році на ТНТ вийшло шоу «Одного разу в Росії», ведучим якого був резидент Вадим Галигін.

## Обличчя
- Гарік Харламов
- Тимур Батрутдінов
- Гарік Мартиросян
- Андрій Молочний
- Антон Лірник
- Вадим Мичковський
- Максим Бахматов
- Гарік Бірча
- Іван Охлобистін
- Ілля Глинніков
- Христина Асмус
- Катерина Варнава
- Сергій Гореликов
- Денис Косяков

## Виробництво

### Програми
| Назва                  | Зображення | Телеканал | Прем'єра                          | Кількість сезонів | Повтори   | Країна |
| ---------------------- | ---------- | --------- | --------------------------------- | ----------------- | --------- | ------ |
| Comedy Club            | немає      |           | 23 квітня 2005 — дотепер          | 17 (дотепер)      |           |        |
| Comedy Club Ukraine    |            |           | 9 вересня 2006 — 19 грудня 2008   | 3                 |           |        |
| Comedy Club на Першому | немає      |           | листопад 2006 — 2007              | 2                 | немає     |        |
| Наша Russia            |            |           | 4 листопада 2006 — 14 жовтня 2011 | 5                 |           |        |
| Файна Юкрайна          |            |           | 21 вересня 2008 — 26 грудня 2010  | 3                 |           |        |
| Українці Афігенні      | немає      |           | вересень 2008 — квітень 2010      | 2                 |           |        |
| Comedy Woman           | немає      |           | 21 листопада 2008 — 7 лютого 2020 | 9                 |           |        |
| Real Comedy            |            |           | 27 серпня 2010 — 30 травня 2011   | 2                 | Comedy TV |        |
| Comedy Батл            | немає      |           | 28 серпня 2010 — дотепер          | 11 (дотепер)      |           |        |
| Одного разу в Росії    | немає      |           | 28 вересня 2014 — дотепер         | 8 (дотепер)       | немає     |        |

### Фільми
| Назва                  | Зображення | Режисер      | Прем'єра                                  |
| ---------------------- | ---------- | ------------ | ----------------------------------------- |
| Найкращий фільм        |            | Кирило Кузін | 24 січня 2008 (мир), 31 грудня 2008 (ТБ)  |
| Найкращий фільм 2      |            | Олег Фомін   | 22 січня 2009 (мир), 2 січня 2011 (ТБ)    |
| Наша Russia. Яйця долі |            | Гліб Орлов   | 21 січня 2010 (мир), 30 вересня 2010 (ТБ) |
| Найкращий фільм 3-ДЕ   |            | Кирило Кузін | 20 січня 2011 (мир), 6 жовтня 2011 (ТБ)   |

### Серіали
| Назва   | Зображення | Режисер                                                          | Прем'єра                               | Повтори |
| ------- | ---------- | ---------------------------------------------------------------- | -------------------------------------- | ------- |
| Інтерни |            | Максим Пежемський, Заур Болотаєв, Євген Невський і Рада Новікова | 31 березня 2010 — 25 лютого 2016 (ТНТ) |         |